# Keith Colwell
Pour les articles homonymes, voir Colwell.
 (septembre 2021).
Keith W. Colwell, né le 3 octobre 1947, est un homme politique (néo-écossais) canadien. Il représente la circonscription de Preston-Dartmouth à l'Assemblée législative de la Nouvelle-Écosse. Il est membre du Parti libéral.
Il a vécu à Jemseg, au Nouveau-Brunswick. Lui et sa femme Elizabeth vivent actuellement à Porters Lake.

## Carrière politique
Keith Colwell a été élu pour la première fois à l’Assemblée législative de la Nouvelle-Écosse en 1993, dans la circonscription d’Eastern Shore, où il a été réélu en 1998. Il est ensuite devenu député de Preston en 2003, et a été réélu en 2006, 2009 et 2009. Il a été élu à nouveau en 2013 et en 2017 dans la circonscription de Preston-Dartmouth.
Il a occupé plusieurs postes ministériels, notamment celui de ministre des Services aux entreprises et aux consommateurs.
Au Conseil municipal d’Halifax, Keith Colwell a représenté le quartier 3 (Preston/Porter’s Lake) à partir de 1999 et il a été réélu par acclamation en 2000.
Depuis le 22 octobre 2013, il est ministre de l'Agriculture ainsi que des Pêches et de l’Aquaculture,.